# Халарешти (Васлуј)
Халарешти (рум. Hălărești) насеље је у Румунији у округу Васлуј у општини Јана. Oпштина се налази на надморској висини од 194 m.

## Становништво
Према подацима из 2002. године у насељу је живело 1055 становника, од којих су сви румунске националности.